# Zubrînka, Volodarsk-Volînskîi
Zubrînka (în ucraineană Зубринка) este localitatea de reședință a comunei Zubrînka din raionul Volodarsk-Volînskîi, regiunea Jîtomîr, Ucraina.

## Demografie
Componența lingvistică a localității Zubrînka
     Ucraineană (99,82%)
     Alte limbi (0,18%)
Conform recensământului din 2001, majoritatea populației localității Zubrînka era vorbitoare de ucraineană (99,82%), existând în minoritate și vorbitori de alte limbi.